# Кургин, Геннадий Анатольевич
Геннадий Анатольевич Кургин (род. 1960, Жуковский, Московская область) — советский боксёр. Чемпион СССР 1980 года в первом среднем весе (до 71 кг). На соревнованиях представлял город Раменское. Мастер спорта Международного класса СССР. Победитель ряда Международных турниров.
Тренировался под руководством Сергея Маркеловича Ломакина. Отличался превосходной и разнообразной техникой, умел потрясти соперника точными и сильными ударами. Уверенно пробился в финал чемпионата Советского Союза, где победил действующего чемпиона страны Джабраилова. Имел все основание на попадание в состав соборной СССР на Олимпийские Игры в Москве, которые состоялись через два месяца. Однако тренеры сборной предпочли Александра Кошкина, серебряного призёра чемпионата СССР- 80, завоевавшего серебро и на Олимпиаде.
После его победы в чемпионате СССР в 1980 году, Ломакину было присвоено звание Заслуженный тренер РСФСР. В книге историка спорта, писателя Геннадия Кожемякина — «Сергей Ломакин.20 лет на ринге», Геннадию Кургину посвящено отдельное место.

## Личная жизнь
Отец троих детей. Дочь Наталья — выпускница Российского государственного университета правосудия. Сыновья Александр и Тимофей — бизнесмены.
Тимофей Кургин (р. 1977) в детстве также занимался боксом. В настоящее время Тимофей Кургин занимается благотворительностью, является сооснователем проекта «The Money Team Russia» совместно с Флойдом Мейвезером. С 2003 года женат на первой вице-мисс Украины 2001 Лилианне Горовой, с которой имеет четверых детей.